# Omel'chenko, buhta
Omel'chenko, buhta är en vik i Antarktis. Den ligger i Östantarktis. Australien gör anspråk på området.